# Call to Power II
Call to Power II är ett datorspel från Activision, uppföljare till Civilization: Call to Power. Spelet släpptes i november år 2000.
1. ↑  Steam, 12 september 2003, Steam-ID: 572050, läst: 31 mars 2022.[källa från Wikidata]